# Джиро д’Италия 1971
54-й выпуск Джиро д’Италия — трёхнедельной шоссейной велогонки по дорогам Италии. Гонка проводилась с 20 мая по 10 июня 1971 года. Победу одержал шведский велогонщик Йёста Петтерссон.

## Участники
Принять участие в гонке были приглашены 10 велокоманд. Каждая команда состояла из 10 велогонщиков. Таким образом на старт Джиро вышли 100 гонщиков. Победитель прошлого выпуска гонки бельгиец Эдди Меркс в гонке не участвовал. До финиша гранд-тура в Милане доехали 75 гонщиков.
| Профессиональные велокоманды (10)- Cosatto-Marsicano - Dreher - Ferretti - Filotex - G.B.C.-Zimba - Kas-Kaskol - Molteni - Salvarani - Scic - Hertekamp-Magniflex |
| |

## Маршрут
Гонка состояла из 22 этапов (включая пролог), общей протяженностью 3621 километра. Помимо Италии дистанция гонки прошла также по территории Югославии (в рамках 15-го и 16-го этапов) и Астрии (в рамках 17-го этапа). После 12 этапов был предусмотрен день отдыха.
| Этап   | Дата   | Маршрут                         | type                    | Длина (км) | Победитель             | Лидер генеральной классификации |
| ------ | ------ | ------------------------------- | ----------------------- | ---------- | ---------------------- | ------------------------------- |
| Пролог | 20 май | Лечче – Бриндизи                | командная разделка      | 62         | Salvarani              | не определялся                  |
| 1      | 21 май | Бриндизи – Бари                 | равнинный               | 175        | Марино Бассо           | Марино Бассо                    |
| 2      | 22 май | Бари – Потенца                  | горный                  | 260        | Энрико Паолини         | Энрико Паолини                  |
| 3      | 23 май | Потенца – Беневенто             | равнинный               | 177        | Эрколе Гвалаццини      | Энрико Паолини                  |
| 4      | 24 май | Беневенто – Пескассероли        | горный                  | 203        | Гверрино Тозелло       | Энрико Паолини                  |
| 5      | 25 май | Пескассероли – Гран-Сассо       | равнинный               | 198        | Висенте Лопес Каррил   | Уго Коломбо                     |
| 6      | 26 май | Л’Акуила – Орвието              | равнинный               | 163        | Доминго Перурена       | Уго Коломбо                     |
| 7      | 27 май | Орвието – Сан-Винченцо          | равнинный               | 220        | Феличе Джимонди        | Альдо Мозер                     |
| 8      | 28 май | Сан-Винченцо – Кашиана-Терме    | горный                  | 203        | Романо Тумеллеро       | Клаудио Микелотто               |
| 9      | 29 май | Кашиана-Терме – Форте-дей-Марми | равнинный               | 141        | Марино Бассо           | Клаудио Микелотто               |
| 10     | 30 май | Форте-дей-Марми – Сестола       | горный                  | 123        | Хосе Мануэль Фуэнте    | Клаудио Микелотто               |
| 11     | 31 май | Сестола – Мантуя                | равнинный               | 199        | Марино Бассо           | Клаудио Микелотто               |
|        | 1 июня | День отдыха                     | День отдыха             |            |                        |                                 |
| 12     | 2 июн  | Дезенцано-дель-Гарда – Сало     | индивидуальная разделка | 28         | Давиде Бойфава         | Клаудио Микелотто               |
| 13     | 3 июн  | Сало – Кьоджа                   | горный                  | 218        | Патрик Серкю           | Клаудио Микелотто               |
| 14     | 4 июн  | Кьоджа – Бибионе                | равнинный               | 170        | Патрик Серкю           | Клаудио Микелотто               |
| 15     | 5 июн  | Бибионе – Любляна               | равнинный               | 201        | Франко Битосси         | Клаудио Микелотто               |
| 16     | 6 июн  | Любляна – Тарвизио              | равнинный               | 100        | Дино Зандегу           | Клаудио Микелотто               |
| 17     | 7 июн  | Тарвизио – Гросглоккнер         | горный                  | 206        | Пьерфранко Вьянелли    | Клаудио Микелотто               |
| 18     | 8 июн  | Лиенц – Фалькаде                | горный                  | 195        | Феличе Джимонди        | Йёста Петтерссон                |
| 19     | 9 июн  | Фалькаде – Понте-ди-Леньо       | горный                  | 182        | Лино Фарисато          | Йёста Петтерссон                |
| 20a    | 10 июн | Понте-ди-Леньо – Лайнате        | равнинный               | 185        | Джачинто Сантамброджио | Йёста Петтерссон                |
| 20b    | 10 июн | Лайнате – Милан                 | индивидуальная разделка | 20         | Оле Риттер             | Йёста Петтерссон                |

## Ход гонки
Пролог в виде командной гонки на время выиграла итальянская команда «Salvarani», в составе которой были главные фавориты на победу в общем зачёте: Феличе Джимонди и Джанни Мотта, которые к тому времени уже имели на двоих три победы на Корса Роза. На втором этапе «Бари – Потенца» Джимонди не выдержал атаку Микеле Данчелли и проиграл 8 минут 40 секунд, потеряв шансы в общем зачёте. Этап выиграл Энрико Паолини, у него было всего три секунды преимущества над Моттой. Паолини возглавил генеральную классификацию и удерживал лидерство в течение трёх этапов.
Вскоре утратил шансы на викторию и напарник Джимонди – Мотта. Его допинг-проба оказалась положительной и его оштрафовали, добавив к его времени 10 минут, что автоматически отбросило Мотту на последнюю позицию общего зачёта.
Победителем пятого этапа стал испанец Висенте Лопес Каррил, а Уго Коломбо возглавил общий зачет. Спустя два дня он потерял майку лидера в пользу Альдо Мозера, этап выиграл Феличе Джимонди. На 8-м этапе общий зачет возглавил Клаудио Микелотто.
Судьбу гонки, как это часто случалось и раньше, решили горные этапы в Доломитах. На 17-м этапе с преодолением самого высокого подъёма (Чима Коппи) гонки Гросглоккнер лидер гонки Микелотто держался за командной машиной, чтобы закончить подъём. За это ему был дан штраф в одну минуту. На 18-м этапе Микелотто, возглавлявший общий зачет в течение десяти дней, и вовсе проиграл 9 минут 41 секунду Джимонди, который стал победителем этапа, а генеральную классификацию возглавил шведский гонщик Йёста Петтерссон. На последнем этапе Петтерссон финишировал победителем Джиро д'Италия. Он стал первым гонщиком, родившимся севернее Рейна, который выиграл Джиро, а также первым шведом, победившим на гранд-туре.

## Лидеры классификация
На Джиро д’Италия 1971 разыгрывались три индивидуальные классификации и командная. Лидер генеральной классификации, которая рассчитывалась по сумме времени каждого гонщика, показанном на этапах, традиционно отмечался розовой майкой. Гонщик с наименьшим итоговым временем становился победителем генеральной классификации и всей гонки. Результаты пролога (командной разделки) в этой классификации не учитывались.
Майкой фиолетового цвета награждался лидер очковой классификации. Место в данной классификации определялось по очках, суммарно набранных гонщиком за финиш в топ-15 на этапах.
Лидер горной классификации определялся по очках, начисляемых за пересечение вершины категорийных подъёмов в числе первых. Каждому подъёму на гонке, в зависимости от его сложности, была присуждена категория: первая или вторая. На вершине подъёмов первой категории первые три гонщика могли получить соответственно 50, 30, 20 очков, второй — 30, 20, 10. Кроме того, на вершине самого высокого подъёма гонки (Чима Коппи), которым в том году был Гросглоккнер, первые пять гонщиков могли заработать соответственно 200, 100, 80, 70, 50 очков.
Командная классификация определялись по сумме очков, набранных гонщиками команд на каждом из этапов. Команда с наибольшим количеством очков после последнего этапа становилась победительницею классификации.
| Этап | Победитель             | Генеральная классификация · | Очковая классификация · | Горная классификация | Командная классификация |
| ---- | ---------------------- | --------------------------- | ----------------------- | -------------------- | ----------------------- |
| П    | Salvarani              | Salvarani                   | не разыгрывалась        | не разыгрывалась     | не разыгрывалась        |
| 1    | Марино Бассо           | Марино Бассо                | Марино Бассо            | не разыгрывалась     | Molteni                 |
| 2    | Энрико Паолини         | Энрико Паолини              | Джанни Мотта            | Микеле Данчелли      | Scic                    |
| 3    | Эрколе Гвалаццини      | Энрико Паолини              | Джанни Мотта            | Микеле Данчелли      | Scic                    |
| 4    | Гверрино Тозелло       | Энрико Паолини              | Джанни Мотта            | Роберто Сорлини      | Scic                    |
| 5    | Висенте Лопес Каррил   | Уго Коломбо                 | Марино Бассо            | Висенте Лопес Каррил | Scic                    |
| 6    | Доминго Перурена       | Уго Коломбо                 | Марино Бассо            | Висенте Лопес Каррил | Molteni                 |
| 7    | Феличе Джимонди        | Альдо Мозер                 | Марино Бассо            | Висенте Лопес Каррил | Salvarani               |
| 8    | Романо Тумеллеро       | Клаудио Микелотто           | Марино Бассо            | Висенте Лопес Каррил | Molteni                 |
| 9    | Марино Бассо           | Клаудио Микелотто           | Марино Бассо            | Хосе Мануэль Фуэнте  | Molteni                 |
| 10   | Хосе Мануэль Фуэнте    | Клаудио Микелотто           | Марино Бассо            | Хосе Мануэль Фуэнте  | Molteni                 |
| 11   | Марино Бассо           | Клаудио Микелотто           | Марино Бассо            | Хосе Мануэль Фуэнте  | Molteni                 |
| 12   | Давиде Бойфара         | Клаудио Микелотто           | Марино Бассо            | Хосе Мануэль Фуэнте  | Molteni                 |
| 13   | Патрик Серкю           | Клаудио Микелотто           | Марино Бассо            | Хосе Мануэль Фуэнте  | Molteni                 |
| 14   | Патрик Серкю           | Клаудио Микелотто           | Марино Бассо            | Хосе Мануэль Фуэнте  | Molteni                 |
| 15   | Франко Битосси         | Клаудио Микелотто           | Марино Бассо            | Хосе Мануэль Фуэнте  | Molteni                 |
| 16   | Дино Зандегу           | Клаудио Микелотто           | Марино Бассо            | Хосе Мануэль Фуэнте  | Molteni                 |
| 17   | Пьерфранко Вьянелли    | Клаудио Микелотто           | Марино Бассо            | Пьерфранко Вьянелли  | Molteni                 |
| 18   | Феличе Джимонди        | Йёста Петтерссон            | Марино Бассо            | Хосе Мануэль Фуэнте  | Molteni                 |
| 19   | Лино Фарисато          | Йёста Петтерссон            | Марино Бассо            | Хосе Мануэль Фуэнте  | Molteni                 |
| 20a  | Джачинто Сантамброджио | Йёста Петтерссон            | Марино Бассо            | Хосе Мануэль Фуэнте  | Molteni                 |
| 20b  | Оле Риттер             | Йёста Петтерссон            | Марино Бассо            | Хосе Мануэль Фуэнте  | Molteni                 |
| Итог | Итог                   | Йёста Петтерссон            | Марино Бассо            | Хосе Мануэль Фуэнте  | Molteni                 |

## Итоговое положение
| \| Генеральная классификация \| Генеральная классификация \| Генеральная классификация \| Генеральная классификация \| Генеральная классификация \| \| Гонщик \| Гонщик \| Команда \| Время \| \| \| ------------------------- \| ------------------------- \| ------------------------- \| ------------------------- \| ------------------------- \| \| 1-й \| Йёста Петтерссон \| Ferretti \| 97ч 24' 03 \| \| \| 2-й \| Херман Ван Спрингел \| Molteni \| + 2' 04 \| \| \| 3-й \| Уго Коломбо \| Filotex \| + 2' 35 \| \| \| 4-й \| Франсиско Гальдос \| Kas-Kaskol \| + 4' 27 \| \| \| 5-й \| Пьерфранко Вьянелли \| Dreher \| + 6' 41 \| \| \| 6-й \| Сильвано Скьявон \| Dreher \| + 7' 27 \| \| \| 7-й \| Феличе Джимонди \| Salvarani \| + 7' 30 \| \| \| 8-й \| Антон Хаубрехтс \| Salvarani \| + 9' 39 \| \| \| 9-й \| Владимиро Паницца \| Cosatto-Marsicano \| + 13' 13 \| \| \| 10-й \| Джованни Кавальканти \| Filotex \| + 14' 22 \| \| |                      |                   |            |
| |                      |                   |            |
| |                      |                   |            |
| Генеральная классификация |                      |                   |            |
| Гонщик | Гонщик               | Команда           | Время      |
| 1-й | Йёста Петтерссон     | Ferretti          | 97ч 24' 03 |
| 2-й | Херман Ван Спрингел  | Molteni           | + 2' 04    |
| 3-й | Уго Коломбо          | Filotex           | + 2' 35    |
| 4-й | Франсиско Гальдос    | Kas-Kaskol        | + 4' 27    |
| 5-й | Пьерфранко Вьянелли  | Dreher            | + 6' 41    |
| 6-й | Сильвано Скьявон     | Dreher            | + 7' 27    |
| 7-й | Феличе Джимонди      | Salvarani         | + 7' 30    |
| 8-й | Антон Хаубрехтс      | Salvarani         | + 9' 39    |
| 9-й | Владимиро Паницца    | Cosatto-Marsicano | + 13' 13   |
| 10-й | Джованни Кавальканти | Filotex           | + 14' 22   |

| Очковая классификация | Очковая классификация | Очковая классификация | Очковая классификация | Очковая классификация |
| Гонщик                | Гонщик                | Команда               | Очки                  |                       |
| --------------------- | --------------------- | --------------------- | --------------------- | --------------------- |
| 1-й                   | Марино Бассо          | Molteni               | 181 очков             |                       |
| 2-й                   | Патрик Серкю          | Dreher                | 148 очков             |                       |
| 3-й                   | Феличе Джимонди       | Salvarani             | 139 очков             |                       |

| Очковая классификация | Очковая классификация | Очковая классификация | Очковая классификация | Очковая классификация |
| Гонщик                | Гонщик                | Команда               | Очки                  |                       |
| --------------------- | --------------------- | --------------------- | --------------------- | --------------------- |
| 1-й                   | Марино Бассо          | Molteni               | 181 очков             |                       |
| 2-й                   | Патрик Серкю          | Dreher                | 148 очков             |                       |
| 3-й                   | Феличе Джимонди       | Salvarani             | 139 очков             |                       |

| Горная классификация | Горная классификация | Горная классификация | Горная классификация | Горная классификация |
| Гонщик               | Гонщик               | Команда              | Очки                 |                      |
| -------------------- | -------------------- | -------------------- | -------------------- | -------------------- |
| 1-й                  | Хосе Мануэль Фуэнте  | Kas-Kaskol           | 360 очков            |                      |
| 2-й                  | Пьерфранко Вьянелли  | Dreher               | 270 очков            |                      |
| 3-й                  | Примо Мори           | Salvarani            | 190 очков            |                      |

| Горная классификация | Горная классификация | Горная классификация | Горная классификация | Горная классификация |
| Гонщик               | Гонщик               | Команда              | Очки                 |                      |
| -------------------- | -------------------- | -------------------- | -------------------- | -------------------- |
| 1-й                  | Хосе Мануэль Фуэнте  | Kas-Kaskol           | 360 очков            |                      |
| 2-й                  | Пьерфранко Вьянелли  | Dreher               | 270 очков            |                      |
| 3-й                  | Примо Мори           | Salvarani            | 190 очков            |                      |

| Командная классификация по очкам | Командная классификация по очкам | Командная классификация по очкам | Командная классификация по очкам |
| Команда                          | Команда                          | Очки                             |                                  |
| -------------------------------- | -------------------------------- | -------------------------------- | -------------------------------- |
| 1-й                              | Molteni                          | 5956 очков                       |                                  |
| 2-й                              | Salvarani                        | 4476 очков                       |                                  |
| 3-й                              | Scic                             | 4162 очков                       |                                  |